# عکاسی مفهومی

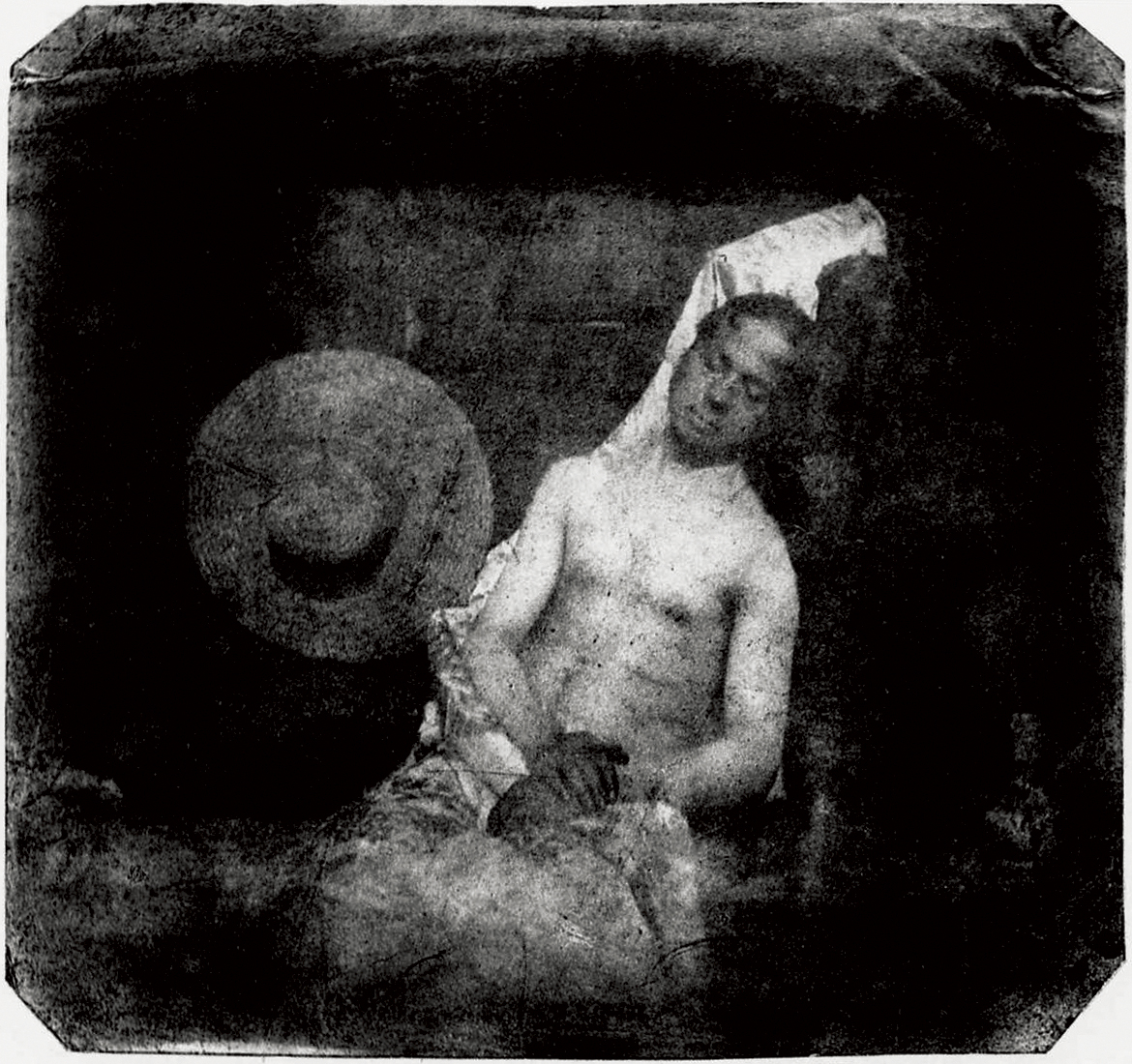
ایپولیت بایار: خود پرتره به عنوان مرد غرق (۱۸۴۰)

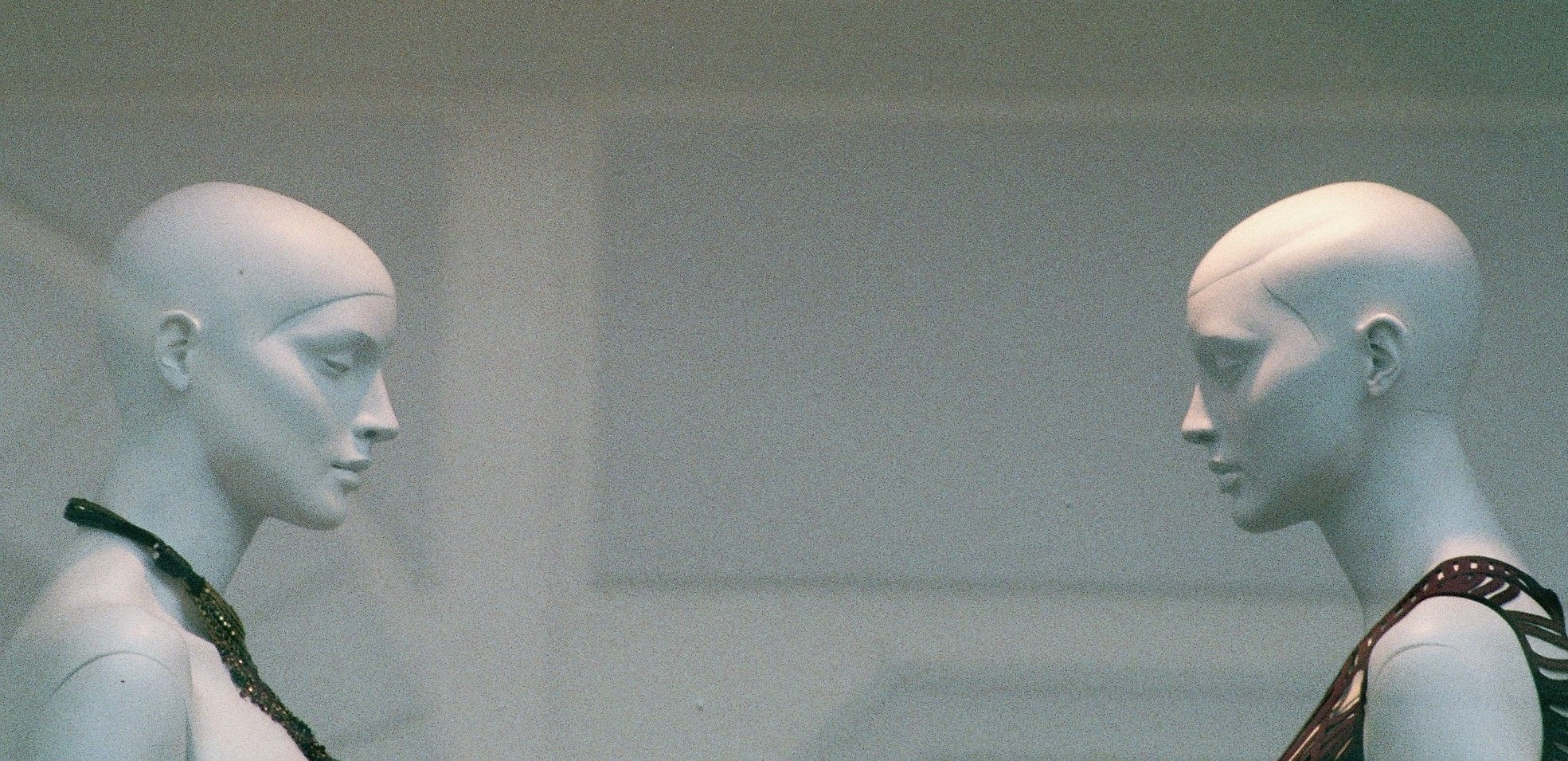
"خواب"، عکاسی مفهومی آنالوگ ۲۰۱۵

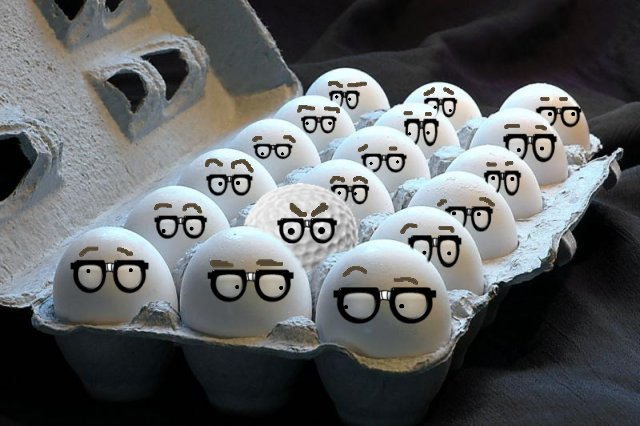
یک عکس مفهومی که یکپارچگی را نشان می‌دهد

عکاسی کانسپچوال (مفهومی) (به انگلیسی: Conceptual photography) شاخه‌ای از عکاسی است که در آن، هنرمند به دنبال خلق یک مفهوم یا ایده توسط یک عکس است. عکس مفهومی باید بیننده را وادار به تفکر کند. عکس‌های همهٔ دسته‌های عکاسی می‌توانند در صورت القای مفهومی خاص به بیننده در این دسته نیز قرار گیرند.
عکاسی مفهومی شاخه‌ای از عکاسی هنری است که در آن ایده یا پیام نهفته در تصویر، مهم‌تر از زیبایی‌شناسی و جنبه‌های فنی آن است. در این سبک، هنرمند با استفاده از ترکیب‌بندی نمادین، اشیای معمولی، نورپردازی خاص یا حذف رنگ، تلاش می‌کند مفاهیمی مانند هویت، انزوا، زمان، یا بحران‌های اجتماعی را به تصویر بکشد. در ایران نیز طی یک دهه گذشته، گرایش به عکاسی مفهومی به‌ویژه در میان هنرمندان جوان افزایش یافته است. بسیاری از این آثار، به‌جای روایت مستقیم، احساسات درونی یا شرایط اجتماعی را با زبان تصویری غیرمستقیم بیان می‌کنند؛ زبانی که گاه به‌سادگی یک صحنه مینیمال و گاه با بار سنگین نمادین و استعاری همراه است.
اما عکاسی مفهومی می‌تواند در گونه‌های مختلفی ظهور و بروز داشته باشد. در مواردی می‌توان از عکاسی مفهومی به عنوان یک روش برای تجسم یک مفهومی از پیش تعیین شده برای مقاصد تبلیغاتی و تصویرسازی نام برد. در اینجا عکاسی مفهومی، یک روش برای انتقال مفهومی خاص است. اما عکاسی مفهومی می‌تواند به عنوان یک ژانر نیز بروز و ظهور یابد. در اینجا منظور این است که عکاسی مفهومی کاربردهای زیادی در هنر معاصر دارد که به لحاظ ژانر با هم متفاوت هستند؛ و عکاسی مفهومی می‌تواند در هر یک از این ژانرها مورد استفاده قرار گیرد. نوع دیگر عکاسی مفهومی نیز، کماکان در حوزه هنرهای زیبا قرار دارد که می‌توان از آثار سیندی شرمن نام برد.
اما عکاسی مفهومی، خود نیز می‌تواند به عنوان هنرمفهومی، عمل کند. ادوارد روچا علاوه بر این که خود را یک عکاس معرفی نمی‌کند، مدیوم عکاسی را صرفاً به عنوان یک زمین بازی برای خودش می‌داند.{۲}
هنرمندان مفهومی بسیاری می‌توان یافت که عکاسی را به عنوان هنر مفهومی (نه برای مستندسازی و …) مورد استفاده قرار داده‌اند. مانند آثار جان بالدساری، misha gordin و dave nitsche. بنابراین کثرت مصالح هنری در هنرمفهومی که خود ناشی از دیدگاه پلورالیستیک معاصر است، سبب‌ساز استفاده کثیر هنرمندان از انواع و اقسام مصالح هنری شد. عکاسی نیز، در کنار تمام نقش‌هایی که در هنر داشت، در هنرمفهومی نیز جایگاه ویژه‌ای پیدا کرد. چنان‌که فراتر همه تعاریف مدرن عکاسی، توانست مستقلاً، نه به عنوان ژانر، هنر زیبا یا یک متد، بلکه به عنوان اثر هنری مفهومیمتن پررنگ، عملکردی نوین یافت.{۳}

## تاریخچه
عکاسی مفهومی (Conceptual Photography) ریشه در جنبش هنر مفهومی دهه ۱۹۶۰ دارد، زمانی که بسیاری از هنرمندان تجسمی، از جمله نقاشان و مجسمه‌سازان، به استفاده از رسانهٔ عکس برای ثبت ایده‌ها و عملکردهای هنری خود روی آوردند. در این دوره، تصویر نه صرفاً به‌عنوان سند، بلکه به‌عنوان یک رسانهٔ بیانی مستقل برای انتقال مفهوم، معنا یا نقد اجتماعی به‌کار رفت.
از نخستین چهره‌های تأثیرگذار در این حوزه می‌توان به '''دوین گلدبرگ'''، '''جان بالدساری''' و '''اد راشا''' اشاره کرد که با استفاده از ترکیب متن و تصویر، نقش بازنمایی در عکاسی را به چالش کشیدند. در همین دوران، '''سوفی کال''' و '''دوین پنها''' نیز آثار روایی و روزمره‌ای خلق کردند که عکاسی را با نوشتار و تجربه شخصی درآمیختند.
با ورود به دهه‌های ۱۹۸۰ و ۱۹۹۰، عکاسان مفهومی همچون '''سیندی شرمن''' و '''باربارا کروگر''' از پرتره‌های ساختگی و متن‌های گرافیکی برای واکاوی نقش جنسیت، هویت و رسانه در فرهنگ مصرف‌گرا استفاده کردند. در قرن بیست و یکم نیز عکاسی مفهومی با بهره‌گیری از فناوری دیجیتال، ویدئو و چیدمان‌های چندرسانه‌ای، به ابزار نیرومندی برای نقد اجتماعی، بحران‌های هویتی و سیاست‌های فرهنگی تبدیل شده است.
برخی هنرمندان عکاسی کانسپچوال (مفهومی) در غرب:
ایپولیت بایار (Hippolyte Bayard)
ادوارد روشی (Edward Ruscha)
میشا گوردین (misha gordin)
دیو نیچه (dave nitsche)
آلک سوث (Alec Soth)
جان هیلارد (John Hilliard)
جان بالدساری (John Baldessari)
برخی هنرمندان عکاسی کانسپچوال (مفهومی) در ایران:
مهدیه افشار بکشلو (Mahdiyeh Afshar Bakeshloo)
خسرو حسن‌زاده و صادق تیرافکن (Khosro Hasan zade & Sadegh Tirafkan)
حمید دستگردی (Hamid Dastgerdi){4}
رضا رفیعی راد (Reza Rafiei Rad){3}
حسین خسروجردی (Hosein Khosroujerdi)
آرمان استپانیان (Arman Stepanian){5}
شادی قدیریان (Shadi Ghadirian) {7}
شیرین نشاط (Shirin Neshat)